# Itacaré
Itacaré – miasto i gmina w Brazylii, w stanie Bahia. Znajduje się w Regionie Północno-Wschodnim, w mezoregionie Sul Baiano i mikroregionie Ilhéus-Itabuna. 

## Opis
Itacaré leży 65 km na północ od Ilhéus, w części wybrzeża o nazwie Costa do Cacau (Kakaowe Wybrzeże) u ujścia rzeki Rio de Contas. Sąsiaduje z gminami Maraú, Aurelino Leal, Ubaitaba, Uruçuca, Ilhéus oraz z Oceanem Atlantyckim. Znajduje się w strefie klimatu tropikalnego ze średnią roczną temperaturą 27 stopni Celsjusza. Obszar gminy wynosi ok. 732 km².
Liczy ok. 24 tys. mieszkańców, z czego ok. połowa zamieszkuje tereny wiejskie.

## Nazwa
Występuje kilka możliwych źródeł pochodzenia nazwy Itacaré
- w języku tupi oznacza “kajmana z kamienia”, gdzie itá (kamień) i îakaré (kajman)[5]

- nazwa może też oznaczać “okrągły kamień” lub “piękny kamień”[6]
- źródła przytaczane przez Biblioteca Central da Universidade Federal da Bahia (Centralną Bibliotekę Uniwersytetu Federalnego w Bahia) podają znaczenie: “rzeka o innym dźwięku”, gdzie itaca (głośna rzeka) a ré (inny)[6]

## Historia
Pierwszymi mieszkańcami Itacaré były plemiona indiańskie, żyjące z rybołówstwa i rolnictwa. Ok. 1000 r. region został podbity przez Indian tupi, którzy wypędzili plemiona zasiedlające wcześniej te ziemie w głąb kontynentu. Kiedy w te okolice przybyli kolonizatorzy portugalscy, żyli tu Indianie z grupy tupiniquim.
Ok. 1530 r. Portugalczycy rozpoczęli kolonizację tego regionu, dzieląc Brazylię na dziedziczne kapitanie. Wraz z Portugalczykami przybyli również jezuici, których zadaniem było wytyczanie granic nowo skolonizowanych ziem.
Ok. 1720 r. jezuita Luis de Grã wzniósł tu kaplicę pod wezwaniem św. Michała Archanioła i nazwał całą osadę São Miguel da Barra do Rio de Contas. Osada uzyskała prawa miejskie 26 stycznia 1732 r., nadane jej przez Marię Athaíde e Castro, hrabinę Resende, donatariuszkę kapitanii Ilhéus. 
Z okresu kolonialnego pochodzą główne zabytki Itacaré: Casa dos Jesuitas (Dom Jezuitów) i kościół Igreja Matriz (1723 r.), wpisany na listę zabytków stanu Bahia przez IPAC (Instituto do Patrimônio Ambiental e Cultural da Bahia). W miasteczku zachowały się też kamienice kolonialne, w których mieszczą się dzisiaj pensjonaty i sklepy. 
W czasach kolonialnych zdarzały się ataki Indian, więc jezuici wybudowali tunel, łączący kościół z Domem Jezuitów, przez który w razie napadu mogli wydostać się na zewnątrz zabudowań i schronić w lesie. 

## Gospodarka
Do lat 70. XX wieku podstawą gospodarki Itacaré i całego regionu była uprawa kakao, jednak zaraza czarciej miotły (vassoura de bruxa) spowodowała znaczne straty w uprawach i gospodarka oparta na plantacjach kakao podupadła. 
Przez ponad 20 lat miasteczko było odizolowane, dopiero w 1998 r. po wybudowaniu drogi Estrada Parque da Serra Ilhéus-Itacaré, nastąpił rozwój turystyki. Droga łącząca Itacaré z oddalonym o 65 km Ilhéus jest ścieżką ekologiczną, przy której znajdują się punkty widokowe, plaże, wodospady oraz tunele dla dzikich zwierząt. Do drogi przylegają trzy obszary chronione: park stanowy Parque Estadual do Conduru oraz Unidades de Conservação da Lagoa Encantada i Serra Grande –Itacaré.
Przed wybudowaniem drogi, w 1993 r. wyznaczono tu Área de Proteção Ambiental (APA - obszar ochrony środowiska), dzięki czemu w Itacaré zaczęła się rozwijać ekoturystyka. 
Obecnie gospodarka Itacaré opiera się w 90% na turystyce.
Miasteczko jest popularne wśród surferów, odbywa się tu kilka wydarzeń związanych z tym sportem, np. Eco Surf Festival  pod patronatem Secretaria do Turismo do Estado (Stanowego Sekretariatu ds. Turystyki) czy eliminacje Mistrzostw Świata w Surfingu, organizowane przez World Surf League (WSL).

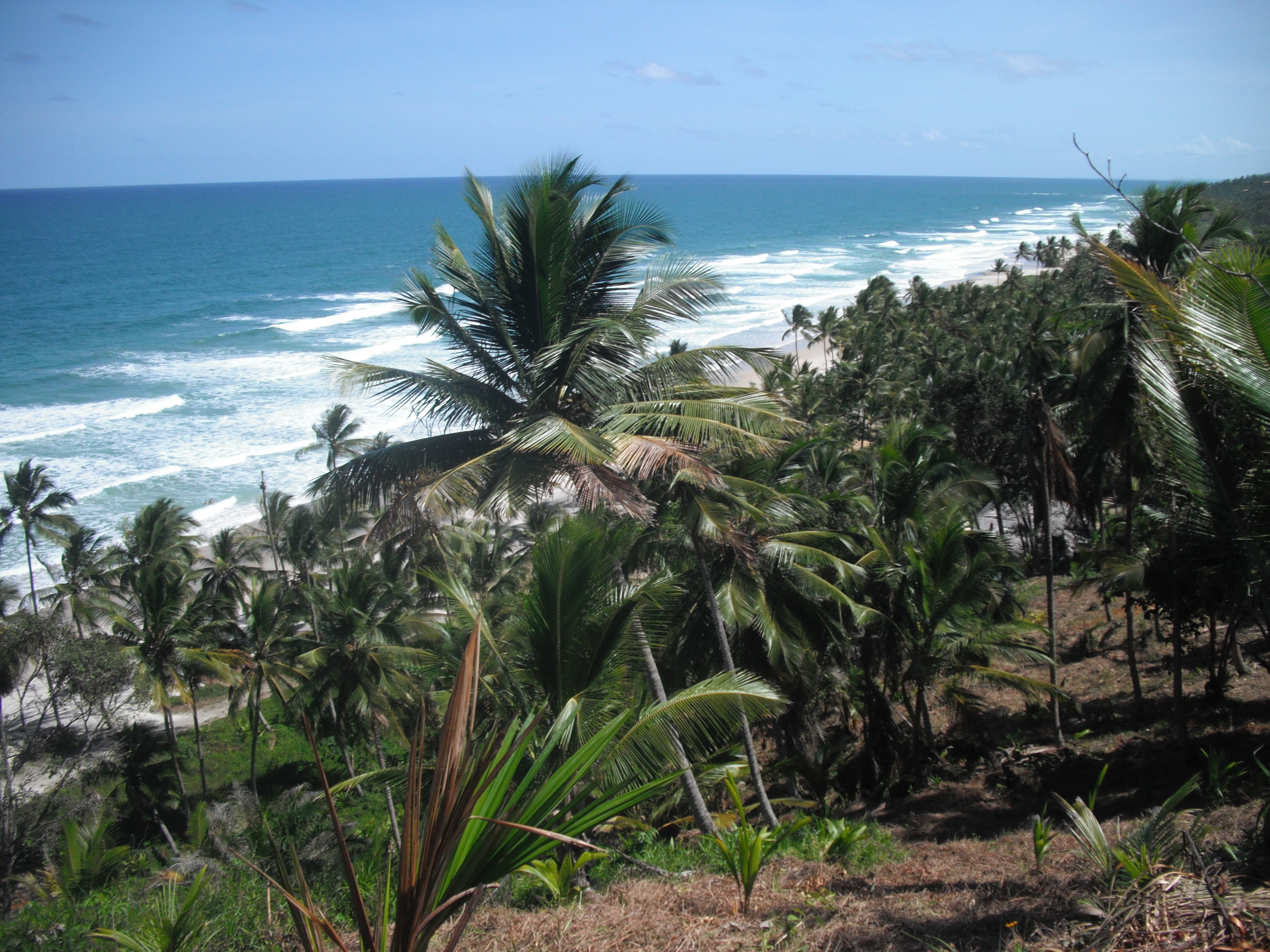
Plaża Itacarezinho

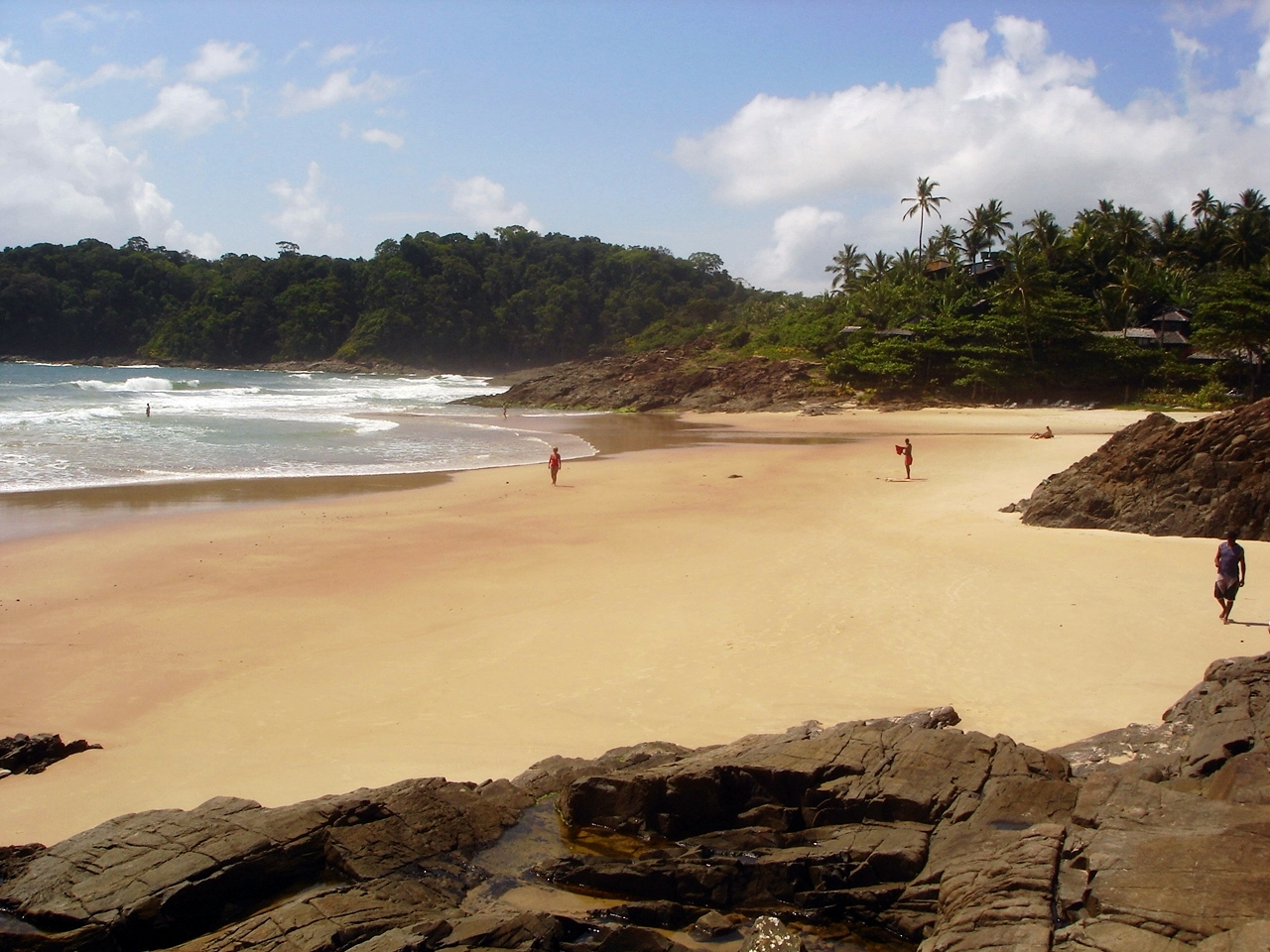
Plaża Tiririca

## Plaże
- Concha
- Coroinha
- Costa
- Engenhoca
- Havaizinho
- Itacarezinho
- Jeribucaçu
- Pontal
- Prainha
- Resende
- Ribeira
- São José
- Serra Grande
- Praia de Siriaco
- Tiririca